# Augustine Françoise de Choiseul
Augustine Françoise de Choiseul, mademoiselle de Saint-Cyr, född 1697, död 1728, var en fransk aristokrat. Hon är känd som föremål för den långdragna legitimitetsprocess hon var utsatt för med syfte att fastställa vem som var hennes biologiske far, en process som under sin samtid väckte stort uppseende.   